# Заседа (филм из 1969)
Заседа је југословенски играни филм из 1969. године. Режирао га је Живојин Павловић, који је написао и сценарио по мотивима властите приповјетке „Легенде“ и приповјетке „По трећи пут“ Антонија Исаковића.
Спада у остварења црног таласа. Сниман је у Књажевцу и околини.
Југословенска кинотека у сарадњи са Центар филмом је дигитално обновила овај филм. Филм је  приказан на европском пројекту „Сезона филмских класика“ и Кинотека је одабрала управо Павловићеву „Заседу“, која је премијерно приказана 28. децембра 2023 године, што је датум прве филмске пројекције на свету – у Паризу 1895. године.

## Радња
Филм је приказ времена након Другог свјетског рата када у масама долази до све веће идеолошке индоктринације. Иве Врана покушава да усклади идеологију са животом и у том покушају доживљава трагичан пораз.
Младић, Далматинац, коме су Италијани убили оца, школује се у Србији код рођака. Свесрдно ради као активист мислећи да користи вишим циљевима. Не би ли се потпуно ставио у службу револуције укључује се у редове Озне, али касније разочаран због каријеризма појединаца, напушта службу.

## Награде
- Златни лав, Венеција[7]
- Златна медаља међународног жирија
- Прва специјална награда жирија, Пула
- Награда за мушку улогу - Ивица Видовић, Ниш

## Улоге
| Глумац             | Улога                    |
| ------------------ | ------------------------ |
| Милена Дравић      | Милица                   |
| Ивица Видовић      | Иве Врана                |
| Северин Бијелић    | Зека                     |
| Слободан Алигрудић | Јотић                    |
| Павле Вуисић       | Старешина села           |
| Драгомир Фелба     | Тополовачки              |
| Марија Милутиновић | Славка                   |
| Мирјана Блашковић  | Миланка                  |
| Мирјана Николић    | Учитељица                |
| Аленка Ранчић      | Другарица с наочарима    |
| Миливоје Томић     | Професор разредник       |
| Бранко Обрадовић   | Пуковник Озрен           |
| Растислав Јовић    | Одборник у белом мантилу |
| Милорад Мајић      | Старац Божо              |
| Душан Тадић        | Тип с повезом преко ока  |
| Љубомир Ћипранић   | Поп                      |
| Бранко Милићевић   | Вођа скојеваца           |

Остале улоге  ▼
| Глумац                    | Улога                      |
| ------------------------- | -------------------------- |
| Бранислав Цига Миленковић | Човек који прича о Јотићу  |
| Гизела Вуковић            | Зора                       |
| Љиљана Јовановић          | Стрина                     |
| Предраг Милинковић        | Стрељани железничар Тадија |
| Миодраг Андрић            | Пијани млади војник 1      |
| Милан Јелић               | Пијани млади војник 2.     |
| Војислав Мићовић          | Конобар у кафани           |
| Петар Лупа                | Сеоски милицајац 1         |
| Марко Николић             | Сеоски милицајац 2.        |
| Дамјан Клашња             | Фискултурни наставник      |
| Љубо Шкиљевић             | Четник                     |
| Душанка Дуда Антонијевић  |                            |
| Слободан Алексић          |                            |
| Бранко Петковић           |                            |
| Синиша Глоговац           |                            |

## Културно добро
Југословенска кинотека је, у складу са својим овлашћењима на основу Закона о културним добрима, 28. децембра 2016. године прогласила сто српских играних филмова (1911-1999) за културно добро од великог значаја. На тој листи се налази и филм "Заседа".